# Hérault
Hérault (34; en occitano Erau) es un departamento de Francia que se encuentra en la costa mediterránea. Forma parte de la región de Occitania.
Su capital es Montpellier. Su gentilicio francés es Héraultais.

## Geografía

### Situación geográfica
Hérault se encuentra al sur de Francia. Sus límites quedan marcados por:
- Sureste: Mar Mediterráneo.
- Suroeste: el departamento de Aude.
- Noreste: el departamento de Gard.
- Noroeste: el departamento de Aveyron.
- Oeste: el departamento de Tarn.

### Ríos
En Hérault se encuentran los ríos:
- Hérault.
- Orb.

## Demografía
| 1801      | 1831      | 1841      | 1851      | 1856      | 1861      | 1866      |
| --------- | --------- | --------- | --------- | --------- | --------- | --------- |
| 275.449   | 346.207   | 367.343   | 389.286   | 400.424   | 409.391   | 427.245   |
| 1872      | 1876      | 1881      | 1886      | 1891      | 1896      | 1901      |
| 429.878   | 445.053   | 441.527   | 439.044   | 461.012   | 469.684   | 489.421   |
| 1906      | 1911      | 1921      | 1926      | 1931      | 1936      | 1946      |
| 482.779   | 480.484   | 488.215   | 500.575   | 514.819   | 502.043   | 461.100   |
| 1954      | 1962      | 1968      | 1975      | 1982      | 1990      | 1999      |
| 471.429   | 516.658   | 591.397   | 648.202   | 706.499   | 794.603   | 896.441   |
| 2006      | 2008      | 2010      | 2011      | 2012      | 2013      | 2014      |
| 1.001.041 | 1.019.798 | 1.044.558 | 1.062.036 | 1.077.627 | 1.092.331 | 1.107.398 |

Las mayores ciudades del departamento son (datos del censo de 2021):
- Montpellier 302.454 habitantes, 473.092 en el área metropolitana.
- Béziers: 80.341 habitantes, 95.786 en el área metropolitana.
- Sète: 44.712 habitantes, 94.088 en el área metropolitana.